# 富樫持春
富樫 持春（とがし もちはる）は、室町時代前期から中期にかけての武将・守護大名。富樫氏15代当主。加賀国守護。
富樫満春の長男として誕生。4代将軍・足利義持の偏諱を受けて持春と名乗った。応永34年（1427年）に父・満春が没すると家督を継承。義持や足利義教からは将軍の相伴衆に任じられるなど信任が厚く、義持は京都にある持春の館に何度か出向いている。また持春は永享2年（1430年）正月まで幕府に出仕することがなかったという。同年6月、加賀守護となる。同年、南禅寺領同国宮保違乱の停止を執行した。永享5年（1433年）、死去。享年21。
持春には嗣子がいなかったため、家督と加賀の守護職は義教の近臣となっていた弟・教家が継いだ。